# Wigand von Salmuth
Kurt-Wigand Freiherr von Salmuth (* 22. Januar 1931 in Leipzig; † 10. Dezember 2006 in Heidelberg) war ein deutscher Industrieller. Er war unter anderem als Geschäftsführer der Gebr. Röchling und Röchling Industrie Verwaltung GmbH in Mannheim tätig.

## Familie
Kurt-Wigand Freiherr von Salmuth entstammt mütterlicherseits der einflussreichen und vermögenden Völklinger Familie Röchling, die seit Mitte des 19. Jahrhunderts einen der bedeutendsten deutschen international tätigen Stahl- und Rüstungskonzerne lenkte. Wigand von Salmuths Mutter Alwine von Salmuth, geborene Röchling, war eine Nachfahrin der Industriellen Carl Röchling sowie auch von Conte Giorgio Giulini. Sein Vater Curt Freiherr von Salmuth leitete die Leipziger Niederlassung der Röchling-Gruppe. Sein Bruder war der Industrielle Georg-Sigismund Freiherr von Salmuth.
Von Salmuth ist ebenfalls ein direkter Nachfahre des zweiten Superintendenten Leipzigs, Heinrich Salmuth (1522–1576). Dieser war der Schwiegersohn des ersten Superintendenten an der Leipziger Thomaskirche nach Einführung der Reformation, Johann Pfeffinger (1494–1573). Der Mannheimer Handelskammerpräsident Philipp Diffené (1833–1903) war sein Ururgroßvater, ebenso wie der Bildhauer Ernst Rietschel (1804–1861). Sein Urgroßvater war dessen Sohn Hermann Rietschel (1847–1914), der als Begründer der Heiz- und Luftraumtechnik gilt.
Wigang von Salmuth war 45 Jahre mit Ingrid von Salmuth, gebotene von Mengersen  (* 19. April 1932; † 1. Juli 2002), verheiratet. Aus dieser Ehe gingen vier Kinder hervor, drei Söhne, Kai Wigand (* 23. März 1958), Alexander (* 21. Mai 1959) und Johannes (* 23. Februar 1966) sowie eine Tochter, Felicitas (*`16. Juni 1964).

## Leben
Salmuths Eltern zogen 1933 nach Heidelberg. Dort legte Wigand von Salmuth sein Abitur ab und begann ein Studium der Elektrotechnik und des Maschninenbaus an der TH Darmstadt und der Volkswirtschaft  an der Universität Heidelberg.
Nach seinem Studium war er, 1957 in Darmstadt examiniert zum Diplom-Ingenieur, von 1960 bis 1960 Assistent an der Universität Heidelberg und ab 1962 arbeitete er bei der Gebrüder Giulini GmbH in Ludwigshafen. Dort war er Prokurist, 1965 Direktor und später geschäftsführerender Gesellschafter. 1978 ging er als geschäftsführender Gesellschafter zur Gebr. Röchling und Röchling Industrie Verwaltung GmbH. Dort wurde er schon 1964 Mitglied der Aufsichts- und Familiengremien, dessen Vorsitzender er von 1986 bis 2000 war.
Von 1980 bis 1999 war er auch Vorsitzender des Aufsichtsrats der Rheinmetall AG sowie von 1973 bis 2000 Geschäftsführer der Aluminium-Werke Wutöschingen. Anlässlich seines siebzigsten Geburtstages trat der Rotatier im Januar 2001 in den Ruhestand.
In der Tradition seiner Vorfahren knüpfte auch er eine enge Verbindung zur Leipziger Thomaskirche, in der sich auch ein Fenster mit dem Wappen der Familie befindet, und besonders auch zum Thomanerchor. Durch seine Unterstützung wurde der Beginn der vollständigen Restaurierung und Instandsetzung der Thomaskirche und der Sauer-Orgel ermöglicht. Auch der Erwerb der Villa Thomana für das Forum Thomanum durch die Chorherren zu St. Thomae wäre ohne seine Unterstützung nicht möglich gewesen. Aufgrund seiner großen Verdienste wurde er 2002 zum Chorherren zu St. Thomae ernannt.